# Ophiopogon albimarginatus
Ophiopogon albimarginatus là một loài thực vật có hoa trong họ Măng tây. Loài này được D.Fang mô tả khoa học đầu tiên năm 1998.